# Walls (Missisipi)
Walls – miasto w Stanach Zjednoczonych, w stanie Missisipi, w hrabstwie DeSoto.